# Campanula robinsiae
Campanula robinsiae är en klockväxtart som beskrevs av John Kunkel Small. Campanula robinsiae ingår i släktet blåklockor, och familjen klockväxter. Inga underarter finns listade i Catalogue of Life.